# 秋山徹也
秋山 徹也（あきやま てつや, Tetsuya Akiyama）は、日本の医師・医学者。筋萎縮性側索硬化症(ALS)研究の第一人者。東北大学医学部卒業後、同大学院にて学位を取得。現在スタンフォード大学 ポスドク研究員としてALSの研究に携わり、Natureをはじめとする主要科学誌に研究成果を報告している。

## 略歴
- 2010年 東北大学医学部医学科卒業。
- 2017年 東北大学 博士 (医学)。[1]
- 2020年 東北大学医学部奨学賞（銀賞）を受賞。
- 2020年 武田科学振興財団海外研究留学助成を獲得。
- 2021年 Stanford Training Program in Aging Researchを獲得しスタンフォード大学にて研究を開始。

## 著作

### 主要論文
- Rosa, M.; Prudencio, M.; Koike, Y.; Vatsavayai, S.; Kim, G.; Harbinski, F. (2022). “TDP-43 represses cryptic exon inclusion in the FTD-ALS gene UNC13A”. Nature 603 (7899). doi:10.1038/s41586-022-04424-7. PMID 35197626.

2021年にbioRxivで公開され、翌年Natureに掲載された論文。海外の様々なメディアで紹介され注目を浴びる
- Akiyama, T.; Koike, Y.; Petrucelli, L.; Gitler, AD. (2022). “Cracking the cryptic code in amyotrophic lateral sclerosis and frontotemporal dementia: Towards therapeutic targets and biomarkers”. Clinical and Translational Medicine 12 (5). doi:10.1002/ctm2.818. PMID 35567447.

2022年にClinical and Translational Medicineに掲載されたコメンタリー論文。

## 所属学会
- 日本内科学会
- 日本神経学会